# 伊利因斯基 (莫斯科州)
伊利因斯基（羅馬化：Ilʹinskiy）是俄罗斯莫斯科州的市级镇，属州辖市拉缅斯科耶市（城市区），地处莫斯科州中东部，在区行政中心拉缅斯科耶西北、州府莫斯科东南方，西侧毗邻贝科沃镇。镇内设有同名铁路车站。
该地2021年人口有11,821人；2010年人口10,279；2002年人口7,995；1989年人口8,450。